# Balázs Lengyel
Balázs Lengyel (Budapest, 27 giugno 1980) è uno schermidore ungherese, vincitore di due medaglie d'argento ai campionati mondiali di scherma.

## Palmarès
In carriera ha conseguito i seguenti risultati:
- Mondiali di scherma

2001 - Nîmes: argento nella sciabola a squadre.
2003 - L'Avana: argento nella sciabola a squadre.
- Europei di scherma

2001 - Coblenza: bronzo nella sciabola a squadre.
2006 - Smirne: argento nella sciabola a squadre.